# Bref. (serie de televisión)
Bref. fue una serie de televisión francesa creada por Kyan Khojandi y Bruno Muschio, alias Navo, y producida por Harry Tordjman para My Box Productions. Fue emitida entre 29 de agosto de 2011 y el 12 de julio de 2012 en la cadena de televisión francesa Canal+.
La serie se compone de tres partes: la primera es un conjunto de 40 episodios; la segunda, compuesta también de 40 episodios, fue filmada en respuesta al éxito de la serie; la última, constituida por solamente dos episodios, permite poner fin a la historia y fue difundida en una emisión especial el 12 de julio de 2012.

## Argumento
El personaje principal es un soltero en paro de treinta años. Habla a la primera persona y solo se trata de él con el pronombre “yo”. Lleva una vida trivial que carece de interés hasta que conoce a una chica en una fiesta. No para de pensar en "esta chica" desde ese momento.
El héroe consigue un trabajo en una empresa de fotocopiadoras. Sin embargo, por culpa de las relaciones con sus colegas y porque el trabajo no le gusta, dimite. Posteriormente, trabaja como consejero de un operador de telecomunicación (Telecom 3000). Pasa la mayor parte de su vida en fiestas para encontrar una chica y en busca de sexo ocasional. Se acuesta con una de sus exnovia y también con una chica que no había visto desde su adolescencia para vengarse de la humillación pasada. A pesar de esta vida inestable, ve regularmente a Marla, su polvo sin compromiso.
Aprende a tocar la guitarra para seducir aún más chicas. Su arma de seducción se convierte más tarde en una pasión real. Acaba dando un concierto bajo el pseudónimo Amargo de ti. 
El héroe está muy cerca de su hermano, Keyvan. Se entienden con una sola mirada y no necesitan el habla para comunicar. “Yo” llama a menudo a su hermano para pedir consejos o ayuda. Sus padres se separan por culpa de la infidelidad de su padre con una estudiante. Ahora soltero después de la corta historia que arruinó su matrimonio, su padre se instala en su piso antes de mudarse en otro piso en el mismo inmueble. 
Keyvan, decide instalarse con el amor de su vida y deja su piso vacío para su hermano. Después la ruptura de su hermano, "yo" tiene que mudarse de nuevo pero no puede mudarse en su antiguo piso porque su compañero de piso, Baptiste, ya encontró alguien para vivir con él. El héroe tiene que mudarse al piso de su padre. 
Todavía enamorado de “esta chica” anónima, el héroe intenta cada vez más acercarse de ella. La invita varias veces y acaba invitándola a su piso donde se besan por primera vez. 
Se emparejan y se mudan juntos a un nuevo piso. Aquí, Marla en busca de “yo” encontrar “esta chica”. Se enfrentan así las dos relaciones más serias de su vida. “Yo” elige y se quedar con “esta chica” 
El tiempo pasa y la relación entre “yo” y “esta chica” se deteriora. Durante una fiesta, engaña a su novia por culpa del alcohol. Guarda el secreto hasta una fiesta en casa de Maud, la exnovia de su hermano donde admite todo con mucha ira y acaba golpeando un hombre que no estaba invitado. Se va e intenta reconciliarse con Marla pero ya ha encontrado otro hombre. 
Finalmente, después de una depresión, “yo” se muda de nuevo con Baptiste y reanuda la vida normal que tenía antes de su relación con “esta chica”. 
“Yo” no es el personaje principal de todos los episodios. Varios episodios se centran en la vida y en el punto de vista de otros personajes de la serie.

## Reparto

### Personajes principales
- Kyan Khojandi  : Yo
- Alice David : Esta chica (Sarah)
- Kheiron  : Kheiron
- Éric Reynaud-Fourton : El padre
- Bérangère Krief : Marla
- Baptiste Lecaplain : Baptiste
- Keyvan Khojandi : El hermano (Keyvan)

### Personajes secundarios
- Marina Pastor : La madre
- Yacine Belhousse : Mañana / La soledad
- Françoise Bertin : la Señora Dubreuil
- Éric Laugérias : el tío
- David Marsais : Fabien
- Monsieur Poulpe : Fred Blanchart
- Patrick Piard : Steve
- Romain Lancry : La libertad
- Mikaël Alhawi : Ben
- Blanche Gardin : Katie

### Invitados
- Laurent Baffie
- Bruno Salomone
- Thomas N'Gijol
- Lorant Deutsch
- Tahar Rahim
- Antoine de Caunes
- Omar Sy et Fred Testot
- Alexandre Astier
- Jean-Christophe Hembert
- Elie Semoun
- Eric Judor
- Frédéric Courant
- Jamy Gourmaud
- Florence Foresti
- Marina Fois
- Michel Denisot
- Yann Barthès
- Michel Galabru
- Chantal Lauby

## Personajes
- “Yo” (Kyan Khojandi) es el personaje principal. No sabemos su nombre. Es un treintañal que está en paro, que cuenta su vida en voz off; habla de sus amigos, de su familia, sus fracasos. Comparte sur tiempo entre su polvo sin compromiso, internet, y su guitarra. El sexo ocupa una parte importa de su vida. Se enamora de “esta chica”. Es muy bueno, hipocondriaco, holgazán, egoísta, un poco orgulloso, y a veces desafortunado.

- Marla (Bérangère Krief) es el polvo sin compromiso de “Yo”. Es un poco rara. Es muy famosa por su frase " Eres un gilipolla ", y entonces es muy colérica. Solamente parece a un personaje a carácter sexual pero durante algunos capítulos, descubrimos que es más que eso. Tenía un gato. Le gusta mucho pintar. Durante un capítulo, descubrimos que está enamorada de “Yo”.

- “Esta chica” (Alice David): Se llama Sarah. Encontró a “Yo” durante una fiesta. Le gusta mucho la película Eternal Sunshine of the Spotless Mind. Durante el día, trabaja en un negocio de pornografía.

- El padre de “yo” (Éric Reynaud-Fourton): es un representación del “loser”, según “Yo”. No tengo ningún amigo y suele pasarse el tiempo al apartamiento de su hijo porque se divorció recientemente.

- Baptiste (Baptiste Lecaplain): es el coinquilino de “Yo”. Tuvo diferentes novias.

- Keyvan (Keyvan Khojandi): es el hermano de “Yo”. Representa una visión paradójica del personaje principal; tiene una novia y une trabajo. Pero esto no lo impide ayudar a su hermano cuando tiene problemas. Aprendemos que es homosexual.

- Kheiron (Kheiron): Es el mejor amigo de “Yo”. Es famoso por su frase “ FOLLALAAAAAAA”. Ayuda "yo" a seducir chicas. Sabemos más tarde que no existe y es el fruto de la imaginación del protagonista.

## Éxito

### Audiencia
En octubre de 2011, después del éxito de los primeros capítulos, Canal+ pidió cuarenta episodios más de los cuarenta que ya existían.

### Recepción crítica
En septiembre de 2011, la serie fue una buena sorpresa. Suscita un entusiasmo sobre el internet y sobrepasa un millón de fanes en la página Facebook al principio de octubre. Además, numerosos trataron recrear la serie y su formato sobre YouTube.

### Productos derivados
El primero DVD de la serie se estrenó el 6 de marzo de 2012 y contiene los cuarenta primeros episodios, Bref,  el documental y un bonus escondido. El segundo DVD de la serie se estrenó el 23 de octubre de 2012 y contiene los capítulos 41 hasta 82.